# Estrilda troglodytes
Estrilda troglodytes là một loài chim trong họ Estrildidae.